# 納塔爾浪花銀漢魚
納塔爾浪花銀漢魚為輻鰭魚綱銀漢魚目擬銀漢魚科的其中一種，被IUCN列為瀕危保育類動物，分布於印度洋南非海域，為亞熱帶海水魚，體長可達8公分，棲息在激浪區的表層水域，生活習性不明。